# ITHINK Financial Amphitheatre
iTHINK Financial Amphitheatre (conhecido anteriormente como Sound Advice Amphitheatre e Cruzan Amphitheatre) é uma arena multi-uso de 19.000 lugares ao ar livre, localizada em West Palm Beach, Flórida, EUA. A instalação, de propriedade da South Florida Fairgrounds, é um moderno anfiteatro usado principalmente para concerto e outros eventos. A plataforma de carregamento e área de bastidores é por vezes usada para concertos, que geralmente são realizados com todos em pé (principalmente para shows de heavy metal), enquanto o anfiteatro é usado como área de bastidores nessas situações.

Desde a sua abertura, o local passou por mudanças de nome numerosas. Ele foi inicialmente chamada de Coral Sky Amphitheater pela posição dos bancos para o oeste, onde ocorre uma vista de pôr-do-sol colorida. Foi Sony Blockbuster Sky Coral originalmente. Depois de muitos anos se familiarizando com esse nome, as pessoas ainda o utilizam, apesar dos vários patrocínios e mudanças de nome desde então. O primeiro patrocinador foi a Mars Music (tornando o local em Mars Music Amphitheater), mas quando a Mars entrou com pedido de falência em 2002, o nome foi removido. Depois de um pequeno retorno ao nome Coral Sky, mudou novamente quando a Sound Advice tornou-se a nova patrocinadora, e foi renomeada para Sound Advice Amphitheatre. No início de 2008, o local foi rebatizado novamente na sequência de um novo acordo de patrocínio com a Cruzan Rum.
Em 2006, durante a Bigger Bang Tour, o Rolling Stones fez sua estréia em Palm Beach, no Cruzan.
Em 2011, como parte de sua Speak Now World Tour, Taylor Swift se apresentou no Cruzan, marcando sua primeira aparição em Palm Beach.